# Mark Arnstein
Pour les articles homonymes, voir Arnstein.

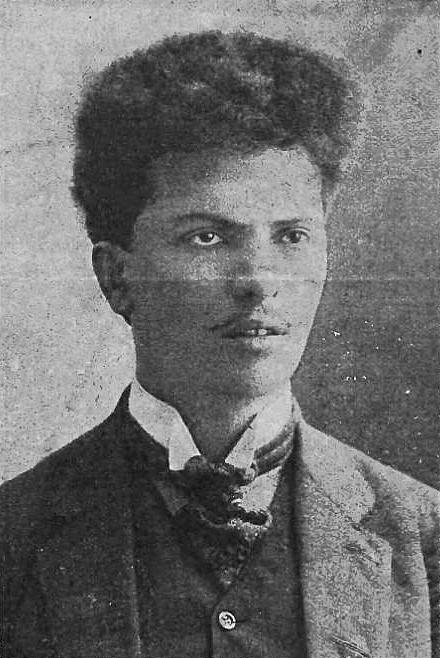
Andrzej Marek en 1907

Andrzej Marek de son vrai nom Marek Arensztajn, né en 1878 à Varsovie et mort en 1943 dans la même ville, est un scénariste, réalisateur, dramaturge et directeur de théâtre polonais de langue yiddish et polonaise.  

## Biographie
Marek Arensztajn naît le 2 janvier 1878 à Varsovie. Son père Adam possède une ferronnerie. Dans sa famille étendue, on trouve l'actrice yiddish Rosa Arensztajn et la poétesse polonaise Franciszka Arensztajn. Il reçoit une éducation aussi bien dans des écoles juives que des écoles polonaises. Après avoir terminé ses études à l'école secondaire de Sanok, il commence à écrire pour le journal juif de langue polonaise de Varsovie Izraelita (L'Israélite). Peu après, il devient un de ses collaborateurs réguliers, publiant des pièces satiriques, des nouvelles, et des critiques, ainsi que de la poésie et des chansons. Pour ses productions en polonais, il utilise le pseudonyme d'Andrzej Marek. 
Disciple de Stanisław Przybyszewski, considéré comme le Grand prêtre du modernisme polonais, Arensztajn commence sa carrière théâtrale en écrivant des pièces en polonais sur des thèmes juifs pour la scène de Varsovie. Parmi ses pièces Wieczna bajka (Conte éternel) en 1901, une pièce dramatique en un acte sur la vie de la classe ouvrière, et le populaire Pieśniarze (Chanteurs) en 1903, basée sur la vie légendaire d'un chantre de Vilnius du XIXe siècle, qui aurait été détruit par son succès à l'opéra de Varsovie. Arensztajn traduit ces pièces en yiddish et les intitule respectivement Dos eybike lid (Chanson éternelle) et Der vilner balebesl (Le petit propriétaire de Vilnius). Ces pièces seront très fréquemment jouées par des compagnies yiddish dans le monde entier. Inspiré par un groupe de réformateurs regroupés autour de l'écrivain yiddish Isaac Leib Peretz, Arensztajn devient en 1905 le premier metteur en scène moderne du théâtre yiddish. Il travaille avec la troupe d'Ester Rachel Kamińska dans ses premiers efforts de théâtre littéraire, ainsi qu'avec des groupes de jeunes amateurs qui formeront dans l'entre-deux-guerres, la base du théâtre dramatique juif. 
Pendant ces années, Arensztajn est aussi un des pionniers de l'industrie cinématographique polonaise. Il est le scénariste et le directeur entre 1911 et 1912 des premiers films en yiddish en Pologne, Der Vilder Foter (Le père cruel) et Di Shtifmuter (La belle-mère) et un film polonais Chasydka i Odstępca (La femme hassidique et l'apostat). Il dirige aussi Mirele Efros et Khasye di Yesioyme (Khasye l'orphelin) basés tous les deux sur des pièces de Jacob Gordin.
Entre 1912 et 1924, Arensztajn se rend en Russie, en Angleterre et en Amérique. En Russie en 1916, il dirige un théâtre russe à Vitebsk, et travaille avec Nahum Zemach pour organiser le théâtre Habima dont il devient le premier régisseur. Après la révolution d'Octobre, il essaye d'organiser un théâtre yiddish d'État, mais sans résultat. Il part alors en 1919 aux États-Unis où il met en scène ses comédies A zun fun tsvey natsionen (Un soleil pour deux nations), joué le 11 mars 1920 au Théâtre Irving Place avec Maurice Schwartz comme directeur, Far der khasene (Avant le mariage) et Di khasidishe tokhter (La fille hassid). En 1921, il est régisseur d'un théâtre yiddish dirigé par Louis Schnitzer. Il adapte son Der vilner balebesl (Le petit propriétaire de Vilius), écrit un drame musical R' Berenu, un drame Dos lied fun libe un toyt (La chanson pour l'amour d'un mort), ainsi que des pièces en un acte, des nouvelles et des poèmes qu'il publie dans Tsukunft (L'Avenir) et la presse journalière yiddish.
En 1923, il se rend en Argentine où il fonde une troupe d'amateurs avec laquelle il visite les importantes communautés juives d'Amérique du Sud. 
En 1924, il visite le Chili, où il fait des présentations sur le yiddish et l'art yiddish. Puis à Rio de Janeiro, il met en scène son drame sur la vie en Russie In roytn land (Dans le pays rouge). 

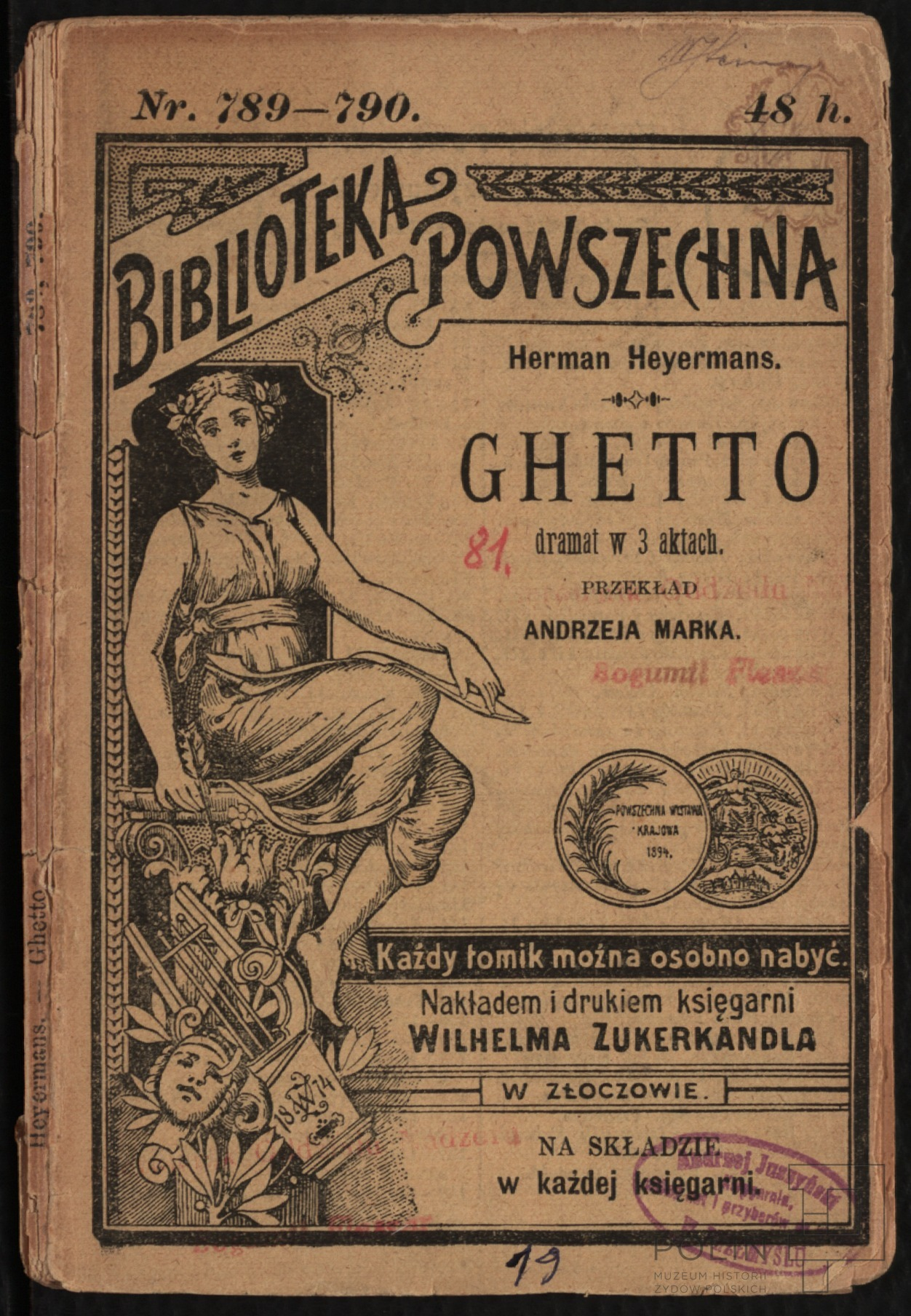
Texte de la pièce Ghetto de Herman Heijermans traduite en polonais par Andrzej Marek

De retour en Pologne, il traduit en polonais et dirige de célèbres pièces yiddish pour la scène polonaise, y compris en 1925, Der dibek (Le Dibbouk) de Shalom Anski et en 1928 Der goylem (Le Golem) de H. Leivick. Cette dernière pièce, jouée à partir du 26 mai 1928 dans le cirque de Varsovie, utilise une scène circulaire, une première dans l'histoire du théâtre polonais. Pour la mise en scène, Arensztajn a travaillé en coopération avec le réalisateur Jerzy Walden, et a fait appel pour les décors à Andrzej Pronaszko et à Szymon Syrkus. Bien que célébrées par la critique, ces productions créent la polémique, y compris des accusations dans la presse yiddish de porter atteinte au théâtre yiddish et d'encourager l'assimilation des Juifs. Apparemment blessé par ces accusations, Arensztajn se retire à Łódź, où il travaille pendant les années 1930.   
Pendant la Seconde Guerre mondiale, enfermé dans le ghetto de Varsovie, Arensztajn fonde et dirige un théâtre juif en langue polonaise, le Nowy Teatr Kameralny (Nouveau théâtre intimiste), le plus grand des cinq théâtres du ghetto. Il installe son théâtre dans la chapelle d'un cloître catholique de la rue Nowolipki. Son plus grand succès est la reprise de Pieśniarze, la pièce qui avait lancé sa carrière, quarante ans auparavant. Il survit au soulèvement du ghetto de Varsovie, mais est assassiné peu après. 

## Controverse
Arensztajn excelle avec les éléments non verbaux de la scénographie: le spectaculaire et le pictural. Sa carrière est unique parmi les artistes créatifs polonais juifs par son attachement à travailler aussi bien en polonais qu'en yiddish. Arensztajn déclara que son rêve est de construire un pont entre les sociétés juives et polonaises sur la base de l'art dramatique.
Lors de la représentation de la pièce yiddish Di jidisze kenigin Lir, oder Mirele Efros (La reine Lear juive ou Mirele Efros), de Jacob Gordin, traduite en polonais par Arensztajn, celui-ci se défend dans une interview au journal Łódź Republika contre les Juifs orthodoxes qui l'accusent de trahison: 
« Ce drame est le début de mon activité systématique ayant pour but de faire connaitre à la société polonaise l'âme et la vie de la nation juive. Je consacre la totalité de ma vie à cette idée et je sais que je ne perds pas mon temps. »
Les milieux intellectuels juifs, regroupés autour du journal juif en polonais Nasz Przegląd (Notre revue) approuvent l'engagement d'Arensztajn. Le journal promeut la thèse que les Juifs peuvent produire des œuvres non seulement en yiddish mais aussi en polonais:
« La main experte d'Andrzej Marek nous offre un nouveau type de théâtre juif: le théâtre judéo-polonais, produisant des œuvres dramatiques en polonais. Les représentations de ce type ont été jusqu'à présent sporadiques. Il n'y a actuellement pas de théâtre, pas de troupe permanente et pas de spectacle régulier, mais ce type de théâtre a été accepté et il n'y a rien contre sa pérennité…Mr Marek a parfaitement accompli sa tâche. Il a créé l'équipe avec laquelle l'ensemble du théâtre juif pourra être joué en polonais. Et ce type de théâtre est absolument nécessaire et peut coexister avec le théâtre yiddish de la même façon que la presse polonaise juive coexiste avec la presse yiddish. »
Michael Steinlauf, professeur d'histoire juive au Gratz College à Melrose Park en Pennsylvanie, note:
« Dans l'atmosphère nationaliste très tendu de la Pologne de l'entre-deux-guerres, présenter une pièce juive sur une scène polonaise était bien plus qu'un évènement artistique, c'était se lancer inévitablement dans l'arène politique. »